# بخش پاریز
بخش پاریز یکی از بخش‌های شهرستان سیرجان در استان کرمان ایران است.

## تقسیمات کشوری
- بخش پاریز
  - دهستان پاریز
  - دهستان سعادت‌آباد

شهر: پاریز

## جمعیت
بنابر سرشماری مرکز آمار ایران، جمعیت بخش پاریز شهرستان سیرجان در سال ۱۳۹۵ برابر با ۲۲۵۳۸ نفر بوده است.